# 第91管制旅団 (ロシア陸軍)
第91統制旅団（だい91かんせいりょだん、ロシア語: 91-я бригада управления）は、ロシア陸軍の旅団。部隊番号59292。

## 歴史
- 1942年6月：第191通信連隊として編成。第3親衛軍の指揮下にあり、プラハを解放する[1]。
- 1945年：ベルリンでの戦闘任務を行う。参加した通信兵に赤星勲章とアレクサンドル・ネフスキー勲章が授与された[3]。
- 2009年：第191通信連隊から第91統制旅団に再編[4]。